# فرنسيس وولف
فرنسيس وولف (بالإنجليزية: Francis Wolff)‏ هو ملحن ومصور ومنتج أسطوانات أمريكي، ولد في 6 أبريل 1907 في برلين في ألمانيا، وتوفي في 8 مارس 1971 في نيويورك في الولايات المتحدة.

## وصلات خارجية
- فرنسيس وولف على موقع ميوزك برينز (الإنجليزية)
- فرنسيس وولف على موقع ديسكوغز (الإنجليزية)